# Amanita parvipantherina
Amanita parvipantherina (лат.) — гриб семейства мухоморовые (Amanitaceae). Включён в подрод Amanita рода Amanita.

## Биологическое описание
Шляпка 3,5—6 см в диаметре, выпуклой, затем широко-выпуклой формы, с гладкой, серо-коричневой, затем насыщенно-коричневой поверхностью, покрытой сероватыми коническими или зернистыми бородавками — остатками общего покрывала.
Мякоть белого цвета, без особого вкуса и запаха.
Гименофор пластинчатый, пластинки свободные, часто расположенные, белого цвета.
Ножка 4—9 см длиной и 0,5—1 см толщиной, почти цилиндрическая, покрытая зернистыми остатками покрывала. Кольцо хрупкое, бледное.
Споровый порошок белого цвета. Споры 8,5—11,5×6,5—8,5 мкм, неамилоидные, широкоэллипсоидальной или эллипсоидальной формы.

## Экология и ареал
Amanita parvipantherina произрастает в смешанных лесах провинции Юньнань, образует микоризу с сосной.

## Сходные виды
- Amanita pantherina (DC.) Krombh., 1846